# Svoge
Svoge (Bulgaars: Своге, ˈsvɔɡɛ) is een stad en gemeente in het westen van Bulgarije in de oblast Sofia. De stad is gelegen aan de rivier de Iskar vlak bij de samenloop met de rivier Iskretska. Tot de gemeente behoren onder andere ook de dorpen Iskrets, Bov, Vlado Tritsjkov, Jablanitsa, Milanovo, Leskov Dol, Lakatnik, Redina, Brezov Dol, Svidnja, Ogoja, Rebrovo, Thompson en Tserovo.

## Geografie
De gemeente Svoge ligt in het noordelijke deel van de oblast Sofia. Met een oppervlakte van 868,619 vierkante kilometer is het de tweede van de 22 gemeenten van de oblast (oftewel 12,27% van het grondgebied). De grenzen zijn als volgt:
- in het oosten - gemeente Botevgrad;
- in het zuiden - de stad Sofia;
- in het zuidwesten - gemeente Kostinbrod;
- in het westen - gemeente Godetsj;
- in het noorden - gemeente Varsjets, oblast Montana;
- in het noordoosten - gemeente Vratsa en gemeente Mezdra,  oblast Vratsa.

## Bevolking
Op 31 december 2020 telde de stad Svoge 7.496 inwoners, terwijl de gemeente Svoge, inclusief 37 nabijgelegen dorpen, 20.395 inwoners had.
| stad Svoge     | 2.016  | 2.668  | 3.966  | 6.008  | 7.698  | 8.338  | 8.410  | 8.608  | 8.258  | 7.496  |
| gemeente Svoge | 33.045 | 35.963 | 35.528 | 33.089 | 31.459 | 29.044 | 26.987 | 25.409 | 22.363 | 20.395 |

### Religie
De laatste volkstelling werd uitgevoerd in februari 2011 en was optioneel. Van de 22.363 inwoners reageerden er 16.769 op de volkstelling. Van deze 16.769 respondenten waren er 15.951 lid van de Bulgaars-Orthodoxe Kerk, oftewel 95,1% van de bevolking. De rest van de bevolking had een andere geloofsovertuiging of was niet religieus. 
| Religieuze samenstelling in februari 2011 | Religieuze samenstelling in februari 2011 | Religieuze samenstelling in februari 2011 | Religieuze samenstelling in februari 2011 | Religieuze samenstelling in februari 2011 |
| ----------------------------------------- | ----------------------------------------- | ----------------------------------------- | ----------------------------------------- | ----------------------------------------- |
|                                           |                                           |                                           |                                           |                                           |
| Bulgaars-Orthodoxe Kerk                   | Bulgaars-Orthodoxe Kerk                   |                                           | 95,12%                                    | 95,12%                                    |
| Katholieke Kerk                           | Katholieke Kerk                           |                                           | 0,34%                                     | 0,34%                                     |
| Protestantisme                            | Protestantisme                            |                                           | 0,21%                                     | 0,21%                                     |
| Islam                                     | Islam                                     |                                           | 0,08%                                     | 0,08%                                     |
| Geen                                      | Geen                                      |                                           | 1,32%                                     | 1,32%                                     |
| Anders/ Onbekend                          | Anders/ Onbekend                          |                                           | 2,93%                                     | 2,93%                                     |

## Sport
Voetbalclub Sportist Svoge komt uit Svoge.

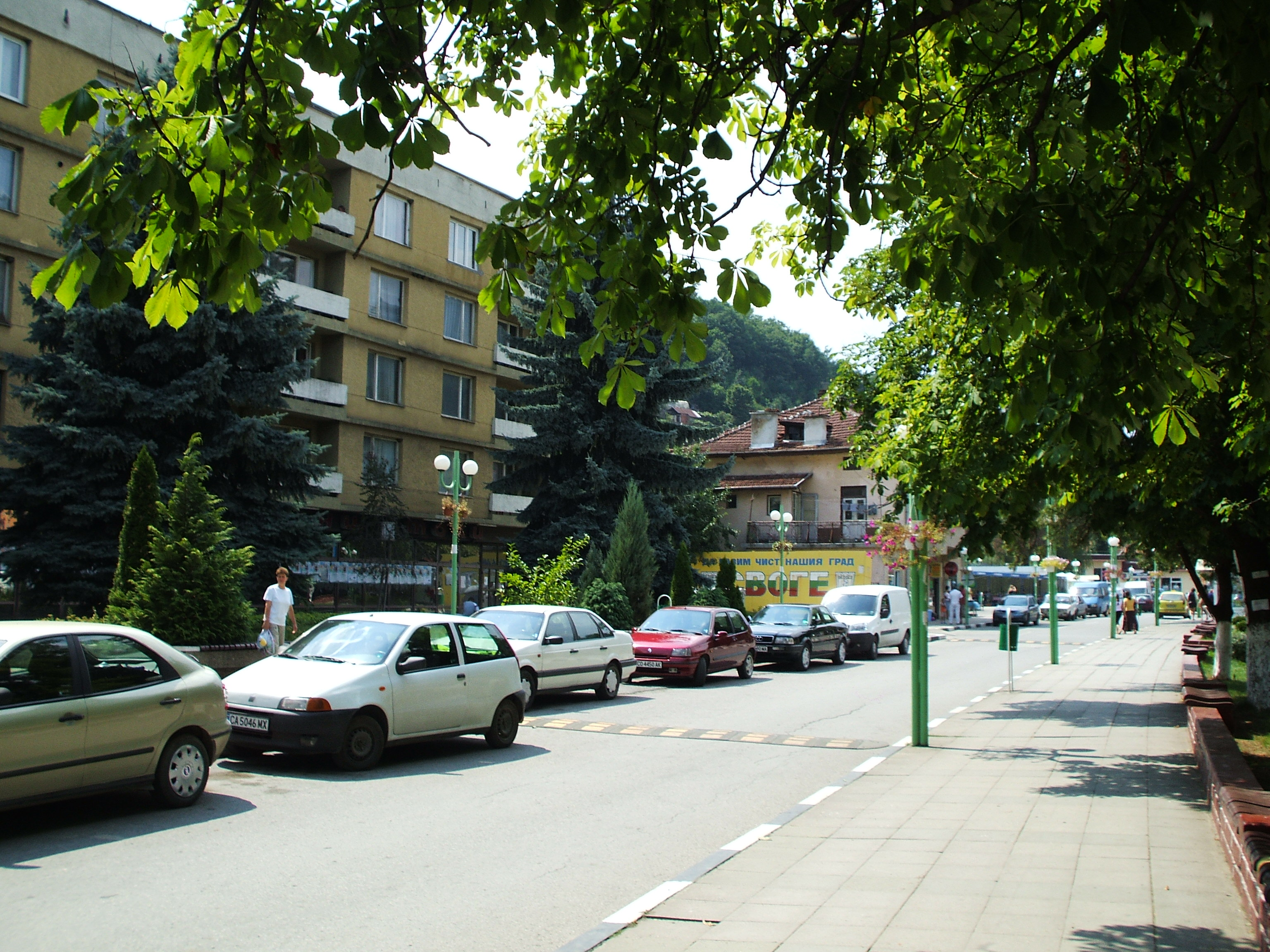
Centrale straat in Svoge

## Geboren
- Christo Jovov (1977), Bulgaars voetballer

Anton ·
Bozjoerisjte ·
Botevgrad ·
Dolna Banja ·
Dragoman ·
Elin Pelin ·
Etropole ·
Godetsj ·
Gorna Malina ·
Ichtiman ·
Koprivsjtitsa ·
Kostenets ·
Kostinbrod ·
Mirkovo ·
Pirdop ·
Pravets ·
Samokov ·
Slivnitsa ·
Svoge ·
Tsjavdar ·
Tsjelopetsj ·
Zlatitsa